# أتلانتروبا

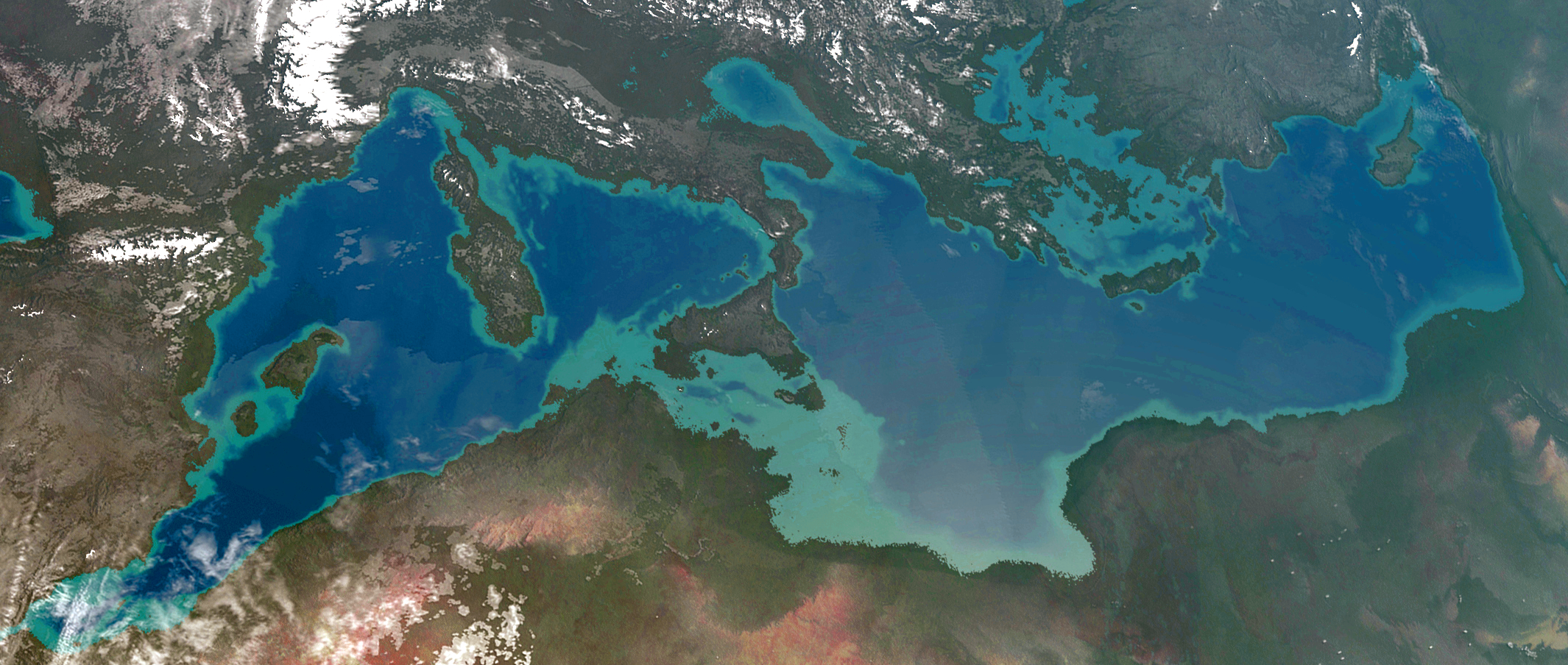
تخيل لشكل البحر الأبيض المتوسط بعد تنفيذ مشروع اتلانتروبا

أتلانتروبا، أو بانروبا Panropa في التسمية الأولية للمشروع، فكرة مشروع هندسي عملاق، اقترحها المهندس المعماري الألماني هيرمان سورجيل لأول مرة في 1 مارس 1928، وتقضي بإنشاء سد عملاق في مضيق جبل طارق يغلق تماما البحر الأبيض المتوسط. روج سورجيل لهذا المشروع إلى غاية وفاته في عام 1952.
رغم فشل سورجيل في حشد تأييد دولي لمشروعه ووصفه بالحلم اليوتوبي، من طرف منتقديه، إلا أن أتلانتروبا حظيت باهتمام واسع من طرف الرأي العام الأوروبي في عشرينات وثلاثينات القرن العشرين وشكلت إضافة مهمة في التنظير الهندسي للمشاريع الهندسية العملاقة.

## سياق المشروع
كانت أوروبا في عشرينات القرن العشرين لا تزال تحت تأثير النتائج المدمرة للحرب العالمية الأولى وكان هاجس اندلاع الحرب من جديد حاضرا نظرا لهشاشة العلاقات الديبلوماسية الدولية ولضغط المشاكل الاقتصادية (البطالة والموارد الطاقية خصوصا) والاجتماعية (الضغط الديمغرافي). ازدهرت في تلك الفترة بين النخب الثقافية والعلمية الأوروبية أفكار مشاريع مستقبلية تهدف إلى ضمان السلم العالمي وإيجاد حلول مستدامة لمشكلة التنافس حول موارد الطاقة بين الأوروبيين وإحلال روح التعاون الدولي مكان النزعات القومية أو الوطنية. تندرج فكرة أتلانتروبا في هذه الموجة من الأفكار وكانت في بدايتها فكرة مغرية لأنها كانت ستمكن من توفير طاقة مستدامة بتكلفة منخفضة إضافة إلى خلق فرص عمل كبيرة وربح أراضي إضافية قابلة للاستغلال وكانت ستخفف من التنافس التوسعي للقوى الأوروبية.
في نفس المرحلة انتشرت أيضا نظريات مستقبلية تحذيرية تتنبأ بتحول العالم إلى ثلاث كتل متنافسة (أمريكا وأوروبا و آسيا) وتتوقع أن تكون أوروبا الحلقة الأضعف فيها نظرا لعدم استقلاليتها الطاقية وبنيتها الديمغرافية وهشاشتها السياسية، مما يحتم على الأوروبيين ضرورة التوحد والتفكير في خلق كتلة جغرافية أوسع ومرتبطة وظيفيا عبر الربط القاري مع إفريقيا.
ألف سورجيل خمسة كتب بين 1929 و1948 بهدف الترويج لمشروعه الهندسي، وكان مهندسا معماريا مرموقا، لا يؤمن كثيرا بنجاعة السياسة، مشهورا بأعماله حول فلسفة الجمال في الهندسة المعمارية وأفكاره السلامية وكان يؤمن بأن مدخل السلام يمر عبر إصلاح المناهج الدراسية. لم يكتف سورجيل بعرض فكرة أتلانتروبا كمشروع هندسي تقني بل كانت بالنسبة إليه طريقة تحسيسية بضرورة التفكير في السلام العالمي وحل المشاكل الاقتصادية بطريقة جماعية، خصوصا في سياق اتسم بتصاعد المشاريع السياسية الفاشية والشيوعية.

## تفاصيل المشروع

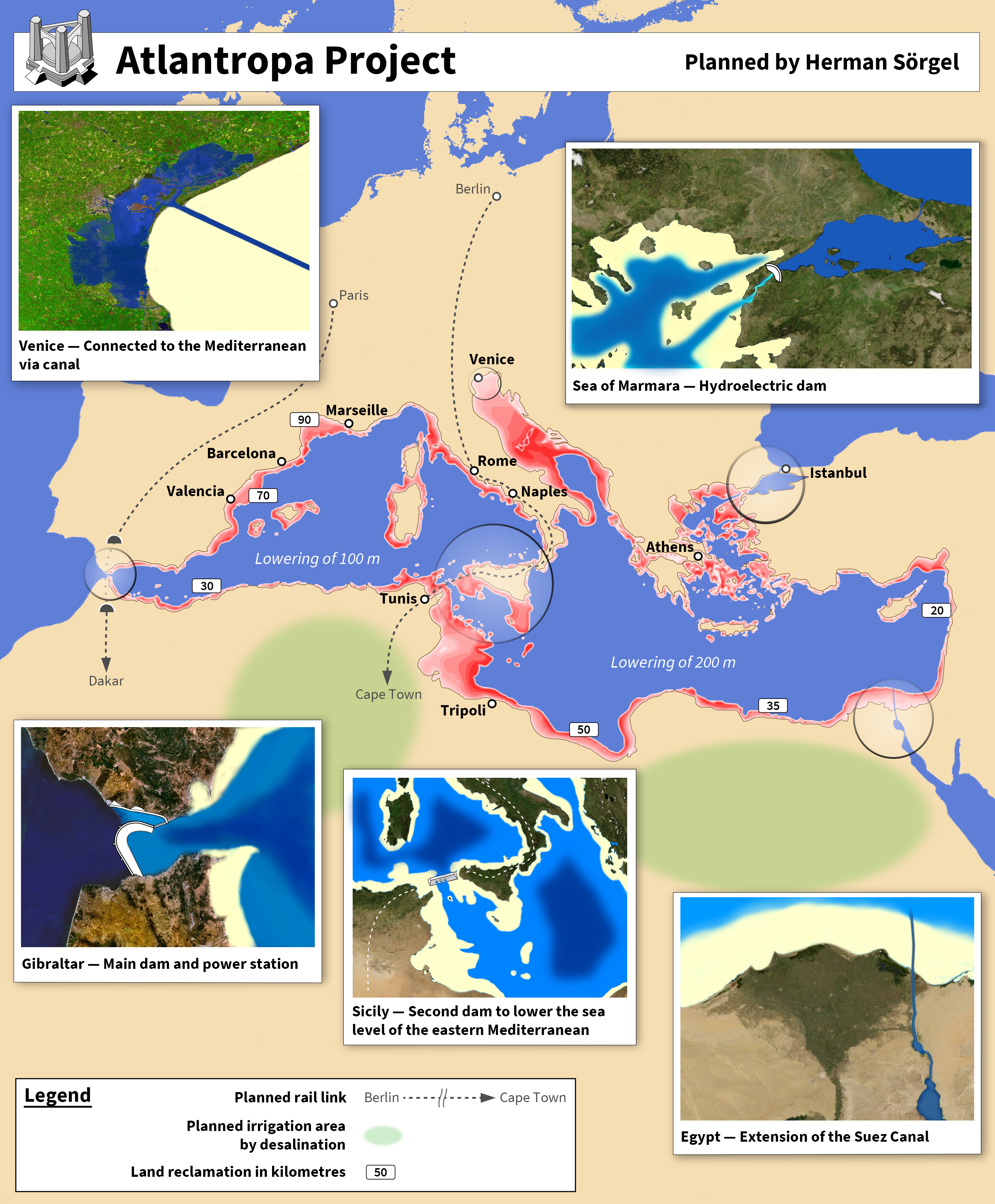
خريطة تفصيلية لمشاريع الطاقة المائية واستصلاح الأراضي لمشروع أتلانتروبا.

كان الإنشاء المركزي للمشروع عبارة عن سد كهرومائي، بطول 35 كيلومتر وقاعدة بعرض 2.5 كلم، يغلق مضيق جبل طارق، والذي كان سيوفر صبيبا يقدر ب 80 ألف متر مكعب في الثانية وطاقة كهرومائية تتجاوز 50 ألف ميغاواط، أي ما يعادل إنتاج 31 مفاعل EPR. كان السد سيؤدي إلى انخفاض مستوى البحر الأبيض المتوسط ب 200 متر (600 قدم) بوتيرة 80 سم سنويا خلال قرنين من الزمن، وإلى إضافة 600 ألف كلم² من الأراضي إلى اليابسة، أي ما يعادل تقريبا مساحة فرنسا، خصوصا في البحر الأدرياتيكي وشمال أفريقيا وبحر إيجة. الشكل المقترح للسد كان على شكل خذوف (من تصميم برونو سيغارت) بهدف التقليل من ارتفاعه وحتى يمكن إنشاؤه في مناطق بحرية ذات قعر منخفض، وبذلك يمكن إنشاء 5 كيلومترات فقط في المناطق العميقة (عوض 12 كلم، عرض المضيق). إضافة إلى السد كان المشروع يتضمن أيضا إنشاء برج طوله 400 متر ونظام معقد من القنوات والأهوسة، بين ضفتي المضيق، المرتبطة بمراكز توليد الطاقة الكهرومائية تحت أرضية. حسب تقديرات سورجيل، كان بناء السد سيستغرق 10 سنوات بتعبئة عمالة تتراوح بين200 ألف ومليون عامل.
اقترح المشروع أيضا مجموعة من الإنشاءات والمشاريع الفرعية العملاقة :
- سد عبر مضيق الدردنيل و ذلك لمنع مياه البحر الأسود من الوصول للبحر المتوسط
- سد يصل جنوب شبه الجزيرة الإيطالية وصقلية وتونس لتوفير طريق وفصل البحر الأبيض المتوسط إلى حوضين: حوض غربي بمستوى منقوص ب 100 متر وحوض شرقي بمستوى -200 متر واستغلال فرق المستويين لتوليد الطاقة الكهرومائية. زيادة على ذلك، كان هذا الإنشاء سيمكن من ربط بري إضافي بين أوروبا و أفريقيا، وسيسمح بالتحكم في وتيرة انحسار السواحل.[5]
- سد على نهر الكونغو على مستوى رافده كاساي، يشكل بحيرة عملاقة لتغذية منطقة حوض تشاد و الصحراء الكبرى وإنشاء خطوط ملاحة نهرية تصل إلى داخل أفريقيا.
- تمديد قناة السويس تدريجيا فوق الأراضي المجففة للحفاظ على الاتصال بالبحر الأحمر.
- إنشاء خطوط سككية قارية تصل بين برلين وروما وكيب تاون في جنوب إفريقيا.
- إنشاء ثلاثة خطوط جهد عالي تصل بين الإنشاءات الكهرومائية وإفريقيا وأوروبا : الخط الأول يمر عبر مضيق جبل طارق، و الخط الثاني يحاذي الضفة الشرقية للبحر الأبيض المتوسط عابرا مصر وفلسطين وسوريا ليصل إلى أوروبا عبر البحر الأسود ودلتا الدانوب.
- إنشاء أنظمة من السدود الترابية، من تصميم المعماري الألماني بيتر بيرنز، للحفاظ على بعض الموانئ التاريخية كالبندقية وجنوة ومارسيليا.
- مخطط إنشاءات تدريجي لموانئ جديدة : جنوة الجديدة، طنجة الجديدة،... وأنظمة أهوسة لتسهيل الملاحة البحرية.[1]

في ما يلي جرد للنتائج المستهدفة للمشروع حسب تخطيط سورجيل:
- قدرت القدرة الطاقية الكهرومائية لأتلانتروبا ب 110 ألف ميغاواط، نصفها تقريبا من توليد سد مضيق جبل طارق.
- ربح مساحات أراضي تتراوح بين 600 ألف و مليوني كلم² (بفرضية وتيرة تبخر تعادل 4144 كلم مكعب/سنويا وانخفاض متوسط ب 165 سم/سنويا لمستوى البحر)[1]
- ربح أراضي إضافية على الساحل الفلسطيني مخصصة لإنشاء دولة يهودية.[1]
- ربح أراضي قابلة للاستغلال الفلاحي في مجال البحر الأدرياتيكي تكفي لتغدية 150 مليون نسمة.[1]
- إنشاء نيل جديد يعبر الصحراء الكبرى ويصب في تونس، يصل بين حوضي تشاد والكونغو يمكن من استغلال أراضي فلاحية جديدة.[1]

## الترويج
حظيت الفكرة بدعم كبير في موطن سورجيل الأصلي،جمهورية فايمار، إلا أنها قوبلت بتوجس في أوروبا الجنوبية، لتأثيرها الكارثي على الموانئ التاريخية. كان أول عرض عمومي للمشروع في مارس 1928 ووصل صداه إلى جريدة نيويورك تايمز التي نشرت مقالا في الموضوع. تمت دعوة سورجيل لعرض المشروع في المعرض العالمي لبرشلونة إكسبو 1929. تم بعد ذلك إنشاء مؤسسة خاصة بالمشروع نظمت العديد من العروض والمؤتمرات في أهم المدن الألمانية (ميونيخ، هامبورغ، إيسين، برلين ودورتموند)، إضافة إلى إصدار أبحاث وكتب ومقالات وأفلام حول المشروع، بل وحتى سمفونية موسيقية باسم المشروع. أثارت أنشطة أتلانتروبا اهتماما كبيرا بين الجمهور وتمت دعوة سورجيل ليقدم مشروعه من جديد في المعرض العالمي لنيويورك إكسبو 1939.
ساهم فوز النازيين في الانتخابات الألمانية لسنة 1933 في إضعاف المشروع حيث فشلت محاولات سورجيل إقناعهم بجدواه لسببين رئيسيين : عدم تقبل الرايخ الثالث الألماني لفكرة المشاريع التعاونية مع الدول الأوروبية الأخرى إضافة إلى تبني شخصيات يهودية للمشروع، كالمعماري إريخ مينديلسون، والتي كانت ترى في المشروع فرصة لمضاعفة مساحة أرض فلسطين وحل مشكلة إنشاء الدولة اليهودية.
بعد الحرب العالمية الثانية، فقد المشروع أهميته خصوصا مع ظهور الطاقة النووية ونهاية الاستعمار. رغم ذلك، استمر سورجيل في الترويج له إلة غاية آخر يوم في حياته حيث توفي في حادثى سير عندما كان متوجها على متن دراجته لحضور ورشة عمل حول أتلانتروبا. لم يتوقف معهد أتلانتروبا فعليا عن الاشتغال إلا في 1960.
يحتفظ المتحف الألماني للعلوم والتقنيات في ميونيخ بكل الأرشيف المتعلق بمشروع أتلانتروبا من خرائط وتصمايم ودراسات تقنية، إضافة إلى كل ما روج حول المشروع في الصحافة والإعلام المرئي والمسموع.

## انتقادات المشروع
على المستوى النظري، ورغم البعد الدولي الإنساني للأهداف المعلنة، إلا أن أتلانتروبا ظلت طموحا أوروبيا صرفا، متجاهلا لاختيارات شعوب الضفة الجنوبية بل وأيضا لدول جنوب أوروبا. كما كان المشروع يمثل تجسيدا لقارة لاتزال تمارس سياسة استعمارية وتتمسك بالمركزية الأوروبية في تصور التقدم والرخاء الاقتصاديين. لم يهتم سورجيل كثيرا لمصير المجموعات الحيوانية ومخاطر التغيير الفجائي للبنيات الإيكولوجية بل إن أهدافه الإنسانية كانت تستثني الإنسان الإفريقي حيث كان سورجيل يؤمن بالتفوق الأخلاقي للإنسان الأوروبي وامتلاكه لشرعية استغلال إفريقيا وتحديد مصيرها.
انتقادات أتلانتروبا بنيت على مستوى المعارف الإنسانية في علوم المناخ والمحيطات والهندسة المدنية خلال فترة الترويج للمشروع، ورغم أن تصميم المشروع أخذ بعين الاعتبار المخاطر عبر إجراءات احترازية وتنزيل تدريجي للإنشاءات، إلا أن مستوى المعارف المعاصر يتيح الجزم بأن المشروع لم يكن واقعيا وكان سيؤدي إلى نتائج كارثية في حالة تنفيذه:
- تحول الأراضي المسترجعة على حساب البحر إلى مناطق شبه صحراوية : تقليص المساحة البحرية سيؤدي إلى تقلص السحب المطرية وارتفاع تدريجي لدرجة الحرارة في المنطقة، ناهيك عن نسبة الملوحة المرتفعة في الأراضي المجففة والتي ستعيق حتما الأنشطة الزراعية.[5]
- فقدان مساحات شاسعة من الغابات الاستوائية بسبب الإنشاءات المائية في حوضي الكونغو وتشاد وتكثيف الأنشطة الزراعية على حساب المساحات الغابوية.[5]
- ارتفاع نسبة ملوحة البحر سيؤثر سلبا على المجموعات الحيوانية والنبيت المتوسطي.
- تكوين أخاديد عميقة يصل عمقها إلى 5000 متر تحت مستوى سطح البحر.
- تحول مناخ مجموعة من دول أوروبا الجنوبية إلى شبه صحراوي: تركيا و اليونان و فرنسا و إيطاليا و البرتغال و بعض دول البلقان.

## أتلانتروبا في الأعمال الفنية والأدبية
- رواية Power of Sale (بالفرنسية Amédée)، نشرت سنة 1939، للروائي السويسري جون نيتيل، يروي فيها قصة مهندس سويسري يحلم بتوحيد أوروبا و إفريقيا.
- رواية الرجل في القلعة العالية (1962) للكاتب الأمريكي فيليب كيندرد ديك التي تصور تاريخا بديلا يتم فيه تجفيف البحر الأبيض المتوسط وتحويله إلى أراض خصبة.[6]
- في روايتي الأديب الأمريكي دان سيمونس إيليوم (2003) و أوليمبوس (2005).